# شهرستان لینشوی
شهرستان لینشوی (به لاتین: Linshui County) یک منطقهٔ مسکونی در چین است که در گوانگان واقع شده‌است.